# Natașa Ninkovici
Natașa Ninkovici (sârbă: Наташа Нинковић) (n. 22 iulie 1972, Trebnje, Slovenia) este o actriță iugoslavă de origine bosniacă. Ea devine mai cunoscută prin filmul Savior sau în anul 2006 prin rolul lui Maria jucat în filmul Capcana.